# Cuba (Alabama)
Cuba és una població dels Estats Units a l'estat d'Alabama. Segons el cens del 2000 tenia 363 habitants.

## Demografia
Segons el cens del 2000, Cuba tenia 363 habitants, 162 habitatges, i 113 famílies. La densitat de població era de 34,5 habitants/km².
Dels 162 habitatges en un 23,5% hi vivien nens de menys de 18 anys, en un 61,1% hi vivien parelles casades, en un 7,4% dones solteres, i en un 30,2% no eren unitats familiars. En el 29% dels habitatges hi vivien persones soles el 21% de les quals corresponia a persones de 65 anys o més que vivien soles. El nombre mitjà de persones vivint en cada habitatge era de 2,24 i el nombre mitjà de persones que vivien en cada família era de 2,75.
Per edats la població es repartia de la següent manera: un 18,5% tenia menys de 18 anys, un 8% entre 18 i 24, un 24,2% entre 25 i 44, un 30,3% de 45 a 60 i un 19% 65 anys o més.
L'edat mediana era de 44 anys. Per cada 100 dones hi havia 82,4 homes. Per cada 100 dones de 18 o més anys hi havia 80,5 homes.
La renda mediana per habitatge era de 50.795 $ i la renda mediana per família de 57.500 $. Els homes tenien una renda mediana de 36.500 $ mentre que les dones 20.179 $. La renda per capita de la població era de 21.130 $. Aproximadament el 3,3% de les famílies i el 6% de la població estaven per davall del llindar de pobresa.

## Poblacions més properes
El següent diagrama mostra les poblacions més properes.